# Saint-Parize-en-Viry
Saint-Parize-en-Viry est une commune française située dans le département de la Nièvre, en région Bourgogne-Franche-Comté.

## Géographie

### Localisation
Saint-Parize-en-Viry est située au sud du département de la Nièvre.
Ses communes limitrophes sont :
| Neuville-lès-Decize | Avril-sur-Loire      | Saint-Germain-Chassenay |
|                     | Saint-Parize-en-Viry | Toury-Lurcy             |
|                     | Dornes               |                         |

### Transports
Nevers est située à 36 km, Moulins à 23 km, Bourges à 88 km, Paris à 289 km et Lyon à 212 km.
Le village est traversé par la route départementale 182 depuis Dornes au sud et Saint-Germain-Chassenay au nord-nord-est ; à l'ouest, par la route départementale 173 reliant Dornes à Neuville-lès-Decize ; et au nord, par la route départementale 978a (ancienne route nationale 478) reliant dans le département Saint-Pierre-le-Moûtier à Decize.

### Climat
Pour des articles plus généraux, voir Climat de la Bourgogne-Franche-Comté et Climat de la Nièvre.
En 2010, le climat de la commune est de type climat océanique dégradé des plaines du Centre et du Nord, selon une étude du Centre national de la recherche scientifique s'appuyant sur une série de données couvrant la période 1971-2000. En 2020, Météo-France publie une typologie des climats de la France métropolitaine dans laquelle la commune est exposée à un climat océanique altéré et est dans la région climatique  Centre et contreforts nord du Massif Central, caractérisée par un air sec en été et un bon ensoleillement. 
Pour la période 1971-2000, la température annuelle moyenne est de 10,9 °C, avec une amplitude thermique annuelle de 15,9 °C. Le cumul annuel moyen de précipitations est de 821 mm, avec 11,7 jours de précipitations en janvier et 7,4 jours en juillet. Pour la période 1991-2020, la température moyenne annuelle observée sur la station météorologique de Météo-France la plus proche, « Yzeure », sur la commune d'Yzeure à 21 km à vol d'oiseau, est de 11,9 °C et le cumul annuel moyen de précipitations est de 795,7 mm. 
La température maximale relevée sur cette station est de 43,2 °C, atteinte le 25 juillet 2019 ; la température minimale est de −21 °C, atteinte le 9 janvier 1985,,. 
Les paramètres climatiques de la commune ont été estimés pour le milieu du siècle (2041-2070) selon différents scénarios d'émission de gaz à effet de serre à partir des nouvelles projections climatiques de référence DRIAS-2020. Ils sont consultables sur un site dédié publié par Météo-France en novembre 2022.

## Urbanisme

### Typologie
Au 1er janvier 2024, Saint-Parize-en-Viry est catégorisée commune rurale à habitat très dispersé, selon la nouvelle grille communale de densité à sept niveaux définie par l'Insee en 2022.
Elle est située hors unité urbaine et hors attraction des villes,.

### Occupation des sols
L'occupation des sols de la commune, telle qu'elle ressort de la base de données européenne d’occupation biophysique des sols Corine Land Cover (CLC), est marquée par l'importance des territoires agricoles (85,7 % en 2018), une proportion sensiblement équivalente à celle de 1990 (85,5 %). La répartition détaillée en 2018 est la suivante : prairies (63,2 %), terres arables (17,1 %), forêts (14,3 %), zones agricoles hétérogènes (5,5 %). L'évolution de l’occupation des sols de la commune et de ses infrastructures peut être observée sur les différentes représentations cartographiques du territoire : la carte de Cassini (XVIIIe siècle), la carte d'état-major (1820-1866) et les cartes ou photos aériennes de l'IGN pour la période actuelle (1950 à aujourd'hui).

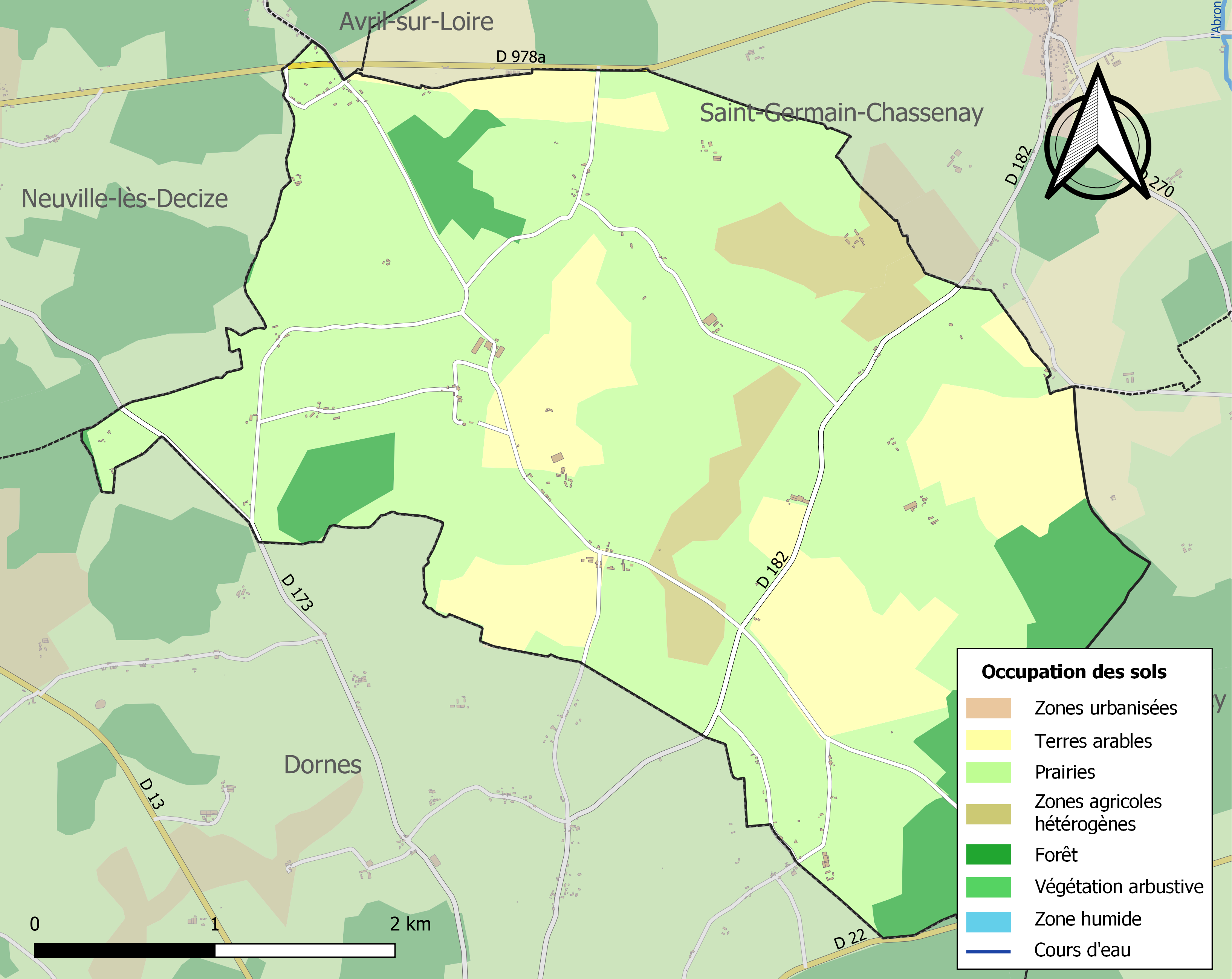
Carte des infrastructures et de l'occupation des sols de la commune en 2018 (CLC).

## Histoire
Au cours de la période révolutionnaire de la Convention nationale (1792-1795), la commune porta provisoirement le nom de Montvert.

## Politique et administration

### Liste des maires
| Période                                  | Période      | Identité             | Étiquette | Qualité                                      |
| ---------------------------------------- | ------------ | -------------------- | --------- | -------------------------------------------- |
| Les données manquantes sont à compléter. |              |                      |           |                                              |
| mars 2001                                | mars 2008    | Marie-Claude Boudard | PS        |                                              |
| mars 2008                                | juillet 2020 | Michel Marmin        |           | Médecin Maire d'Igny (Essonne) (1989 → 1995) |
| juillet 2020                             | En cours     | Bastien Jayot        |           | Ingénieur commercial                         |

### Intercommunalité
Saint-Parize-en-Viry a fait partie, jusqu'en 2016, de la communauté de communes Sologne Bourbonnais-Nivernais. Depuis le 1er janvier 2017, elle fait partie de la communauté d'agglomération Moulins Communauté. Saint-Parize-en-Viry est, avec Dornes, l'une des deux communes de la Nièvre rattachée à cette communauté d'agglomération siégeant dans le département limitrophe de l'Allier.

## Population et société

### Démographie
L'évolution du nombre d'habitants est connue à travers les recensements de la population effectués dans la commune depuis 1793. Pour les communes de moins de 10 000 habitants, une enquête de recensement portant sur toute la population est réalisée tous les cinq ans, les populations de référence des années intermédiaires étant quant à elles estimées par interpolation ou extrapolation. Pour la commune, le premier recensement exhaustif entrant dans le cadre du nouveau dispositif a été réalisé en 2006.

En 2022, la commune comptait 139 habitants, en évolution de −9,74 % par rapport à 2016 (Nièvre : −3,28 %, France hors Mayotte : +2,11 %).
| 1793 | 1800 | 1806 | 1821 | 1831 | 1836 | 1841 | 1846 | 1851 |
| ---- | ---- | ---- | ---- | ---- | ---- | ---- | ---- | ---- |
| 340  | 345  | 337  | 372  | 319  | 338  | 348  | 360  | 388  |

| 1856 | 1861 | 1866 | 1872 | 1876 | 1881 | 1886 | 1891 | 1896 |
| ---- | ---- | ---- | ---- | ---- | ---- | ---- | ---- | ---- |
| 397  | 370  | 370  | 365  | 385  | 390  | 406  | 399  | 357  |

| 1901 | 1906 | 1911 | 1921 | 1926 | 1931 | 1936 | 1946 | 1954 |
| ---- | ---- | ---- | ---- | ---- | ---- | ---- | ---- | ---- |
| 365  | 344  | 341  | 313  | 325  | 295  | 286  | 290  | 236  |

| 1962 | 1968 | 1975 | 1982 | 1990 | 1999 | 2006 | 2011 | 2016 |
| ---- | ---- | ---- | ---- | ---- | ---- | ---- | ---- | ---- |
| 219  | 235  | 184  | 181  | 196  | 154  | 156  | 178  | 154  |

| 2021 | 2022 | - | - | - | - | - | - | - |
| ---- | ---- | - | - | - | - | - | - | - |
| 141  | 139  | - | - | - | - | - | - | - |

## Culture locale et patrimoine

### Lieux et monuments
- Chapelle de Montempuy (classée).

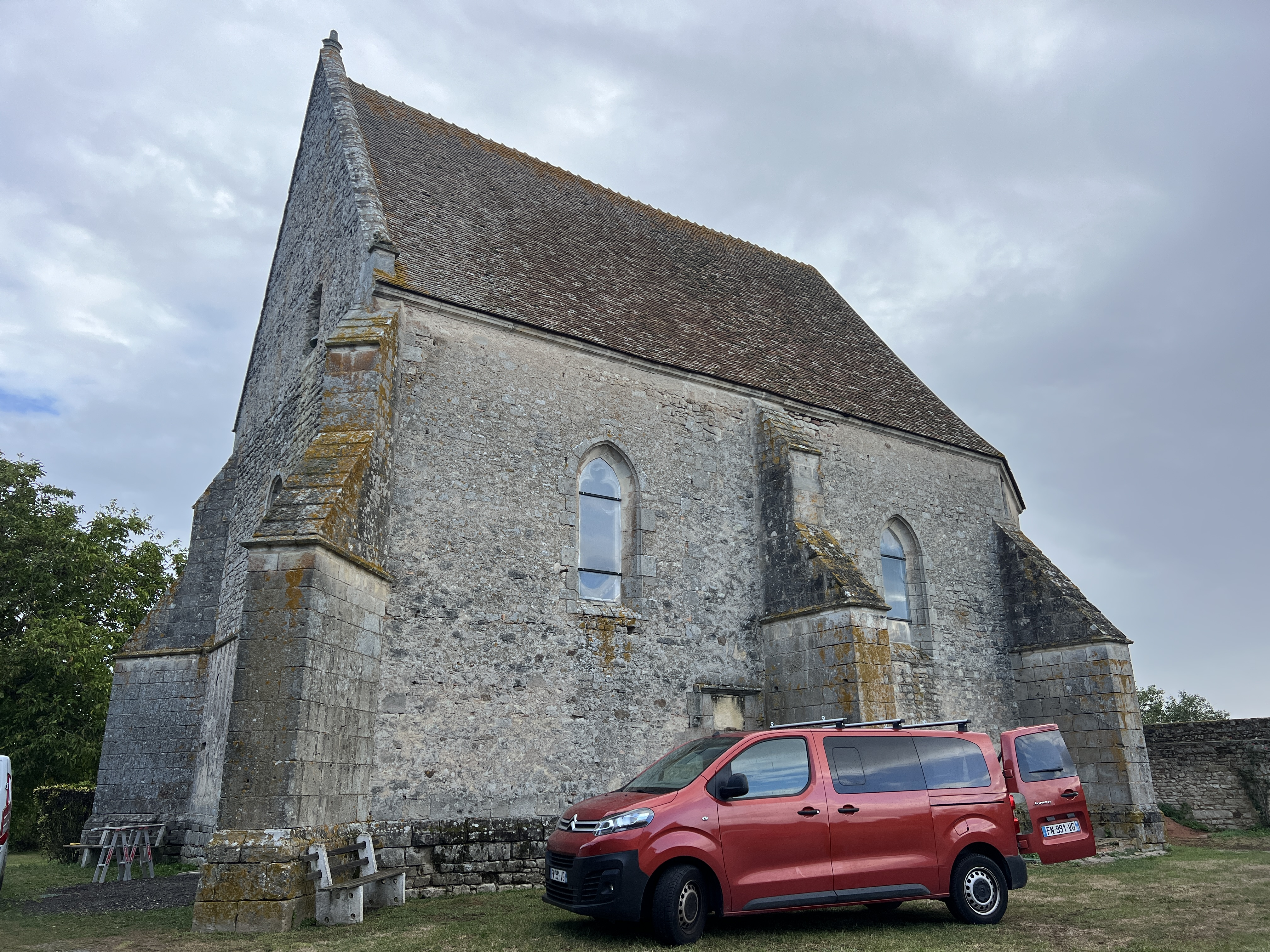
La chapelle de Montempuy.

- Deux salles des fêtes (Bois Catin, École).
- Château des Maillets.

### Personnalités liées à la commune
- Henri Marion (1846-1896) : philosophe, pédagogue et professeur de pédagogie à l'Université de Paris.